# Salayer
Salayer o Selayar (Indonesi: Kabupaten Selayar, Neerlandès: Saleijer) és un arxipèlag d'Indonèsia. Està ubicada a l'extrem sud de Sulawesi. La seva punta nord és a un costat de l'Estret de Salayer. Es troba a la latitud 5º 49' Sud i a la longitud 120º 46' Est.
Té 73 illes i la més important és l'illa de Salayer.
És una divisòria de la biodiversitat.
El preislàmic Regne de Salayar va ser un centre comercial visitat per mercaders de la Xina, Filipines i Tailàndia.

## Població
La població principalment és una mescla de les ètnies Makasars, Bugis i els natius de Luvu i Buton, s'estima 57.000 habitants en l'illa principal i 24.000 en les illes properes. Parlen l'idioma Makasar i són principalment musulmans. L'economia està basada en l'agricultura, la pesca i el comerç.

## Illes
- Illa Selayar
- Pulau Pulasi
- Pulau Tambalongang
- Pulau Tanahjampea
- Pulau Batu
- Pulau Kayuadi
- Pulau Illa Panjang
- Illes Macan

Les illes inclouen Latondu, Rajuni, Timabo, Pasi Tallu, i Taka Lamungan.
- Pulau Kalao
- Pulau Bonerate
- Bahuluang